# Louis Titz

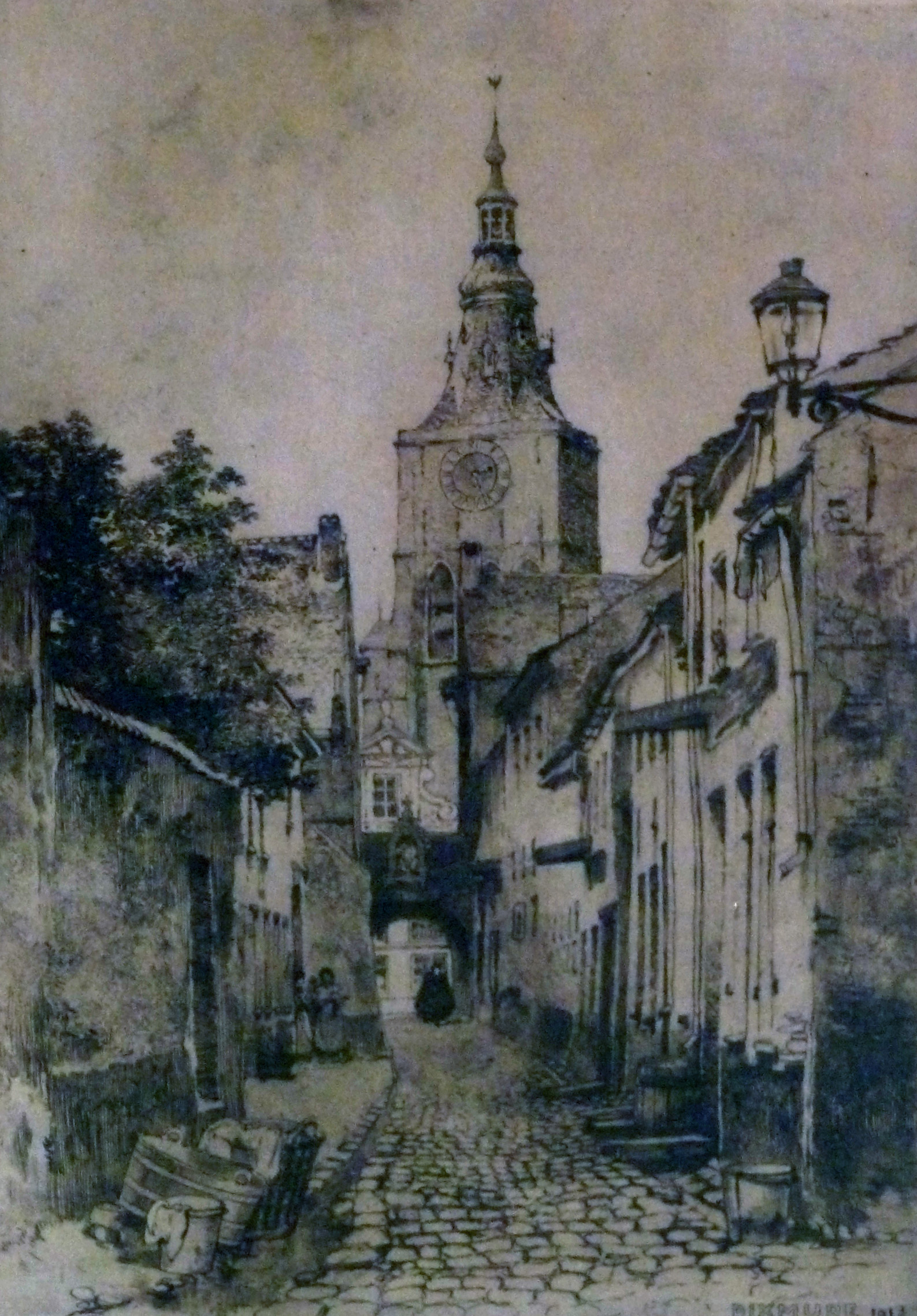
Ets Diksmuide (1913)

Louis Benoît Joseph Titz (Brugge, 24 juni 1859 - Brussel, 8 oktober 1932) was een Belgisch schilder, tekenaar, aquarelist, graveur en lithograaf.

## Leven
Titz studeerde schilderkunst aan de Brusselse academie. In 1898 werd hij leraar aan de academie en later directeur van de École de bijouterie de Bruxelles. Zijn vrienden waren Périclès Pantazis, Guillaume Vogels, Willy Schlobach, Louis Clesse, Juliette Wytsman en Gisbert Combaz.
Hij evolueerde naar het postimpressionisme en later art deco. Zijn specialiteiten waren portretten, landschappen en stadsgezichten. Hij leverde illustraties voor boeken als Bruxelles à travers les âges (3 delen, 1882-1887) van Louis, Henri en Paul Hymans, Anvers à travers les âges (2 delen, 1888) van Pieter Génard en vooral Dictionnaire encyclopédique de géographie historique du royaume de Belgique (2 delen, 1896) van Alfred Jourdain en Léopold Van Stalle, waarvoor hij vierhonderd afbeeldingen maakte. Hij maakte ook affiches en toneeldecors en was lid van de Cercle des Aquarellistes.
Van 1904 tot 1910 ging hij verschillende keren naar Ieper, waar hij heel wat mooie hoeken van de stad vereeuwigde in schilderijen, tekeningen en prenten.  In opdracht van het stadsbestuur van Ieper ontwerpt hij in 1913 een toeristische affiche voor de stad.
Het eerste Belgische vierkleurenbiljet, uitgegeven in 1894, werd ontworpen door de kunstenaar. Dit biljet van 20 frank was in gebruik tot 1922.
Zijn werk is te zien in musea te Brussel, Ieper (Yper Museum, In Flanders Fields Museum), Elsene en Luik. 

## Onderscheidingen
Titz was ridder in de Leopoldsorde en officier in de Kroonorde. Hij was ook onderscheiden met het burgerlijk kruis in eerste klasse.

## Voetnoten
1. 1 2 3  Dewilde, Jan (1993). Louis Titz 1859-1932. Stad Ieper.

- Biblioteca Nacional de España: XX5457455
- Bibliothèque nationale de France: cb15374060n (data)
- Gemeinsame Normdatei: 174303459
- International Standard Name Identifier: 0000 0000 8926 2904
- Library of Congress Control Number: no2013021916
- RKD-Nederlands Instituut voor Kunstgeschiedenis: 90761
- Union List of Artist Names: 500174919
- Virtual International Authority File: 39680728
- WorldCat: E39PBJmtwdgcrCmQJq96H4ycfq